# Krzysztof Czabański
Krzysztof Czabański (ur. 4 października 1948 w Warszawie) – polski dziennikarz, publicysta i polityk. W 1992 prezes Polskiej Agencji Prasowej, w latach 1999–2000 prezes Polskiej Agencji Informacyjnej, w latach 2006–2009 prezes zarządu Polskiego Radia, poseł na Sejm VIII kadencji, w latach 2015–2016 sekretarz stanu w Ministerstwie Kultury i Dziedzictwa Narodowego, w latach 2016–2024 przewodniczący Rady Mediów Narodowych.

## Życiorys
Jest absolwentem II Liceum Ogólnokształcącego im. Stefana Batorego w Warszawie. W 1971 ukończył studia w Instytucie Nauk Politycznych Uniwersytetu Warszawskiego.
W latach 1967–1981 pracował jako reporter w czasopismach RSW „Prasa-Książka-Ruch”: „Sztandarze Młodych”, „Zarzewiu”, „Dookoła świata”, „Literaturze” i „Kulturze”. Był członkiem Związku Młodzieży Socjalistycznej. W latach 1967–1980 należał do Polskiej Zjednoczonej Partii Robotniczej. W 1980 wstąpił do NSZZ „Solidarność”. W 1981 był redaktorem „Tygodnika Solidarność”, a po wprowadzeniu stanu wojennego publikował w prasie podziemnej: „Tygodniku Wojennym”, „Przeglądzie Wiadomości Agencyjnych” oraz „Vacacie”.
Od jesieni 1989 był kolejno zastępcą redaktora naczelnego „Tygodnika Solidarność”, redaktorem naczelnym „Expressu Wieczornego”, prezesem PAP (w 1992) i ponownie redaktorem naczelnym „EW” (do 1995). W latach 1998–2001 pełnił funkcję przewodniczącego Komisji Likwidacyjnej RSW „Prasa-Książka-Ruch” i równolegle w latach 1999–2000 prezesem PAI.
W 1993 wraz z Jarosławem Kaczyńskim i Sławomirem Siwkiem został oskarżony o działanie na szkodę wspólnie zakładanej Fundacji Prasowej „Solidarność” poprzez domniemane nielegalne finansowanie z jej źródeł Porozumienia Centrum. Pierwszy proces zakończył się wyrokiem uniewinniającym, po skierowaniu sprawy do ponownego rozpoznania w 2000 postępowanie zostało prawomocnie umorzone.
Publikował artykuły, komentarze i felietony w „Tygodniku Solidarność”, „Życiu Warszawy”, „Życiu”, „Gazecie Wyborczej”, „Wprost” i „Rzeczpospolitej”. W latach 1990–1996 uczestniczył w różnych programach publicystycznych w TVP i Polskim Radiu. Był członkiem Stowarzyszenia Dziennikarzy Polskich w latach 1971–1990; członkostwo w SDP ponownie uzyskał w 2010. Wszedł w skład rady fundacji Instytut im. Lecha Kaczyńskiego.
30 czerwca 2006 został wybrany na prezesa zarządu Polskiego Radia. Przeprowadził wówczas zwolnienia grupowe, w wyniku których zwolniono m.in. wieloletnich pracowników radia. Decyzje te niektórzy komentatorzy oceniali jako motywowane politycznie. Sam Krzysztof Czabański uzasadniał je koniecznością restrukturyzacji zatrudnienia. 10 stycznia 2009 został odwołany z zajmowanego w PR stanowiska. Od października 2007 do lipca 2009 zasiadał w radzie nadzorczej Telewizji Polskiej, a od 2007 do 2008 w radzie nadzorczej Polkomtela. Powrócił następnie do działalności publicystycznej m.in. w ramach współpracy z „Rzeczpospolitą”, „Uważam Rze”, „Niedzielą” i „W Sieci”.
W 2011 bez powodzenia kandydował z listy Prawa i Sprawiedliwości w wyborach do Sejmu w okręgu bielskim. W 2015 wystartował ponownie na posła jako lider listy wyborczej PiS w okręgu toruńskim. Został wybrany do Sejmu VIII kadencji liczbą 16 546 głosów. W grudniu tego samego roku powołano go na sekretarza stanu w Ministerstwie Kultury i Dziedzictwa Narodowego oraz na pełnomocnika rządu ds. przygotowania reformy publicznej radiofonii i telewizji. 
W lipcu 2016 został wybrany z rekomendacji PiS przez Sejm w skład Rady Mediów Narodowych, w związku w czym przestał pełnić funkcję w Ministerstwie Kultury i Dziedzictwa Narodowego. W sierpniu 2016 powołany na przewodniczącego RMN. W wyborach w 2019 nie uzyskał poselskiej reelekcji. W lipcu 2022 został ponownie powołany przez Sejm do Rady Mediów Narodowych, a w sierpniu tego samego roku kolejny raz został wybrany jej przewodniczącym. 11 października 2024 został odwołany przez Sejm ze stanowiska członka i przewodniczącego Rady Mediów Narodowych.

## Wyróżnienia
W 2008 wyróżniony Nagrodą im. św. Grzegorza I Wielkiego, przyznawaną przez miesięcznik „Niezależna Gazeta Polska”. Został powołany w skład kapituły Nagrody im. Jacka Maziarskiego.

## Publikacje
Jest autorem książek reporterskich i publicystycznych takich jak:
- O tym, co pod ziemią, Młodzieżowa Agencja Wydawnicza, Warszawa 1980,
- Poker, Iskry, Warszawa 1980,
- Rodziny specjalnej troski, Krajowa Agencja Wydawnicza, Warszawa 1981,
- ABC, Wydawnictwo Przedświt, Warszawa 1985,
- Bydgoszcz – marzec 1981. Dokumenty, komentarze, relacje, Wydawnictwo Most (drugi obieg), Warszawa 1987,
- Ruska baba, Akces, Warszawa 2005,
- Pierwsze podejście, Akces, Warszawa 2005.

## Odznaczenia
- 2016 – Krzyż Wolności i Solidarności[19]
- 2016 – Odznaka honorowa „Działacza opozycji antykomunistycznej lub osoby represjonowanej z powodów politycznych”
- 2023 – Medal Stulecia Odzyskanej Niepodległości[20]
- 2023 – Krzyż Kawalerski Orderu Odrodzenia Polski[21]